# Bunyó (film)
A Bunyó (eredeti cím: Fighting) 2009-ben bemutatott amerikai akció-dráma, melyet Dito Montiel írt és rendezett. A főszereplők Channing Tatum, Terrence Howard és Luis Guzmán.
Az Amerikai Egyesült Államokban 2009. április 24-én mutatta be a Rogue Pictures, Magyarországon július 30-án jelent meg.

## Cselekmény
New York City, napjainkban: Sean MacArthur (Channing Tatum) egy utcai szélhámos. Egy nap, mikor a Radio City Music Hall sarkán hamisított árukat próbál eladni, egy csapat fiatal srác arra kényszeríti őt, hogy az árujával együtt menjen el a környékről. Ezek a fiúk, a jegyüzérnek, Harvey Boardennek (Terrence Howard) dolgoznak, aki a sarkon ellenőrizget. Sean felveszi a harcot velük, de nem tudja megtartani a keresett pénzét, se a termékeit. Később, Sean szembesül egy kávézóban Harveyval és azokkal a srácokkal, akik ellopták a pénzét. Harvey átadja neki a pénzét, és felajánl neki egy lehetőséget, hogy részt vegyen a "Győztes mindent visz" harcban, ahol sok pénzt nyerhet. Harvey létrehoz egy találkozót, az ő barátjával és riválisával, Martinezzel (Luis Guzmán. Sean első harca a Brooklyni templomban lesz, egy orosz ellen. Sikerül nyernie, amikor az orosz fejét beüti egy szökőkútba. Harvey elviszi Seant egy klubba, ahol találkozik egy Zulay (Zulay Henao) nevű pincérnővel, az egyedülálló anyával, akinek korábban Sean megpróbált eladni egy hamis kínai Harry Potter könyvet. Azonban, a VIP klubban, Sean találkozik Evan Haileyvel (Brian White), a profi harcossal, aki ugyanazon főiskolai csapatban volt, ahol Sean, és Sean apja volt a közös edzőjük. Sean és Harvey elhagyja a helységet, miután Sean és Evan között majdnem verekedés alakul ki. Sean második harca, egy Bronxi üzlet háta mögött lesz, egy nagydarab ellenféllel. A harc során Seant szorítófogásban elkapja az ellenfél, és kénytelen Harvey egyik emberének megzavarnia, majd a bolt tulajdonosa, egy nő fegyvert ránt elő és az egyik srác fülét meglövi. Harvey, Sean és a csapat többi tagja elmenekülnek a helyszínről, és senki nem kap fizetést. Sean harmadik harca egy kínai férfi ellen lesz a Penthouseban, amit sikeresen megnyer. A harcok között, Sean egy párszor találkozgatott Zulayval, és végül lefekszenek egymással. Seant és Zulayt, váratlanul meglátogatja Harvey, majd Sean dühös lesz, mert azt gyanítja, hogy Zulayyal szexuális viszonya van. Harvey elmondja neki, hogy Zulay csak segít neki a fogadásokban.
Harvey, Sean számára összehoz egy harcot Evan és ő közte, de Harvey azt akarja, hogy Sean veszítse el a harcot, hogy Martinez és a társai pénzét elnyerjék. Sean elfogadja, és alul marad a harcban. Zulay begyűjtötte a fogadásokat, amely összesen 500 ezer dollár. Sean és Evan elkezdenek egymás ellen harcolni. Zulay, Harvey és a csapat többi tagja figyelik őket. Sean kezd alul maradni, és úgy tűnik, hogy hamarosan elveszti a harcot; Azonban, Sean folytatja és legyőzi Evant, és Martinez megfenyegeti Harveyt. Harvey lakásán, Sean felfedi, hogy Zulay a fogadásokat megfordította, így egy millió dollárt nyertek. Zulay felveszi Seant és Harveyt, majd elhagyják New Yorkot, a nagymamájával és a kislányával együtt.

## Szereplők
| Színész         | Szerep                | Magyar hang          |
| --------------- | --------------------- | -------------------- |
| Channing Tatum  | Shawn MacArthur       | Markovics Tamás      |
| Terrence Howard | Harvey Boarden        | Király Attila        |
| Zulay Henao     | Zulay Velez           | Németh Borbála       |
| Luis Guzmán     | Martinez              | Besenczi Árpád       |
| Brian White     | Evan Hailey           | Csík Csaba Krisztián |
| Michael Rivera  | Ajax                  | Szvetlov Balázs      |
| Peter Tambakis  | Z                     | Szalay Csongor       |
| Flaco Navaja    | Ray Ray               | Baráth István        |
| Anthony DeSando | Christopher Anthony   | Stern Dániel         |
| Ivan Martin     | Jerry, részvényügynök | Magyar Bálint        |
| Cung Le         | Sárkány Le            | Nem szólal meg       |